# NGC 1006
NGC 1006 je galaksija u zviježđu Kit.

## Vanjske poveznice
- SEDS: NGC 1006